# Trasmiras
Trasmiras es un municipio español de la provincia de Orense en Galicia. Pertenece a la Comarca de La Limia El municipio, de 56,7 km², comprende nueve parroquias y cuenta con una población de 1220 habitantes (INE 2024).

## Geografía
Integrado en la comarca de La Limia, se sitúa a 47 kilómetros de la capital provincial. El término municipal está atravesado por la autovía de las Rías Bajas A-52 entre los pK 178 y 188, además de por la carretera nacional N-525, alternativa convencional a la anterior, por la carretera provincial OU-1104, que permite la comunicación con Sarreaus, y por carreteras locales que conectan las parroquias. 
El relieve del territorio se caracteriza por la transición entre las llanuras de La Limia por el oeste y los montes de Cualedro por el este.  La cuenca hidrográfica pertenece al río Limia. Los otros dos cursos de agua importantes son el río Faramontaos y el Trasmiras. La altitud oscila entre los 850 metros (pico O Castelo) al sureste y los 620 metros en la vega del Limia. El pueblo se alza a 673 metros sobre el nivel del mar. 
| Noroeste: Ginzo de Limia | Norte: Ginzo de Limia y Sarreaus | Noreste: Sarreaus |
| Oeste: Ginzo de Limia    |                                  | Este: Cualedro    |
| Suroeste: Ginzo de Limia | Sur: Cualedro                    | Sureste: Cualedro |

## Historia
La zona estuvo poblada por la tribu de los límicos. Después de la romanización de Galicia estuvo bajo la influencia del Forum Limucorum. En la Edad Media quedó bajo la influencia del condado de Lemos.

## Geografía humana

### Demografía
Cuenta con una población de 1220 habitantes (INE 2024).
| Gráfica de evolución demográfica de Trasmiras entre 1842 y 2021                                                       |
| |
| Población de derecho según los censos de población del INE. Población de hecho según los censos de población del INE. |

### Organización territorial
El municipio está formado por treinta y nueve entidades de población distribuidas en nueve parroquias:
- Abavides (San Martín)[2][5]
- Chamusiños[3] (Santa Eulalia)[2][6][4]
- Escornabois (Santa María)
- Lobaces (Santa María)
- Trasmiras (San Juan)[2][7]
- Villaderrey[3] (San Salvador)[2][8][9]
- Villar de Liebres[3]
- Villaseca[3] (San Román)[10]
- Zos (Santa María)

## Patrimonio
Destacan varias iglesias de estilo románico: 
La de Santa María de Zos se conserva íntegramente en este estilo, con una fachada de tres arquivoltas. 
Las de San Juan de Trasmiras y San Salvador de Villar de Liebres sufrieron reformas posteriores. 
La de San Martín de Abavides también fue modificada, y su retablo fue restaurado. Al lado de la iglesia hay un crucero.
En Santa María de Escornabois hay un peto de ánimas que forma conjunto con un crucero.
En Villaderrey hay una ermita sobre un otero.